# Pandemia de COVID-19 en Tanzania
Se confirmó que la pandemia de COVID-19 había llegado a Tanzania el 16 de marzo de 2020, con el primer caso registrado en la ciudad de Arusha. Las autoridades tanzanas dejaron de informar del número de casos en mayo después de que el presidente John Magufuli alegara que los laboratorios devolvían falsos casos positivos.
Hasta el 4 de abril de 2021 se han confirmado 509 casos, de los cuales 21 han fallecido. La tasa de letalidad (fallecidos respecto a confirmados) es del 4,13%.

## Trasfondo
En diciembre de 2019 se identificó un nuevo coronavirus que causó una enfermedad respiratoria en la ciudad de Wuhan, provincia de Hubei, China, y se informó a la Organización Mundial de la Salud (OMS) el 31 de diciembre de 2019, que confirmó su preocupación el 12 de enero de 2020. La OMS declaró el brote de una Emergencia de Salud Pública de Importancia Internacional el 30 de enero y una pandemia el 11 de marzo.
La tasa de letalidad de COVID-19  es mucho menor que la del SARS, una enfermedad relacionada que surgió en 2002, pero su transmisión ha sido significativamente mayor, lo que ha provocado un número total de muertes mucho mayor. Las autoridades tanzanas dejaron de reportar los casos desde mayo del 2020, después de que el presidente John Magufuli diera la orden directa por supuestas pruebas "falsos positivos. Desde ello, Tanzania se ha convertido en uno de los pocos países en el mundo que no actualiza información relacionada con la pandemia de COVID-19, parecido a lo que hacen las administraciones en Corea del Norte y Turkmenistán.

## Cronología

### Marzo 2020
El 16 de marzo, se confirmó el primer caso en Tanzania en Arusha. Era un tanzano de 46 años que había llegado a Arusha desde Bélgica.
El 17 de marzo, el Primer Ministro Kassim Majaliwa anunció una serie de medidas, entre ellas el cierre de escuelas.
El 18 de marzo se notificaron otros dos casos en Tanzania.
El 19 de marzo se notificaron dos nuevos casos, con lo que el total ascendió a seis. Cinco casos se localizaron en la capital de Dar  es-Salaam con el otro en Zanzíbar.
El 22 de marzo, se anunció que los casos habían aumentado a 12.
El 23 de marzo, el Gobierno anunció que todos los viajeros entrantes de los países afectados por COVID serían puestos en cuarentena a su propio costo durante 14 días.
El 25 de marzo, se anunció que Zanzíbar grabó su segundo caso.
El 26 de marzo se anunció la primera recuperación de COVID-19 del primer paciente de Arusha.
El 28 de marzo, se registró un tercer caso en Zanzíbar.
El 30 de marzo se registraron 5 casos más, entre ellos dos en Zanzíbar y tres en Tanzania continental, con lo que el total acumulado ascendió a 19.
El 31 de marzo se registró la primera muerte de COVID-19, en Dar es-Salaam.

### Abril 2020
El 1 de abril, se anunció un nuevo caso y una recuperación en Dar es-Salaam, con lo que los totales acumulados se realizaron en 20 casos, dos recuperaciones y una muerte.
El 3 de abril, se anunció una tercera recuperación en Kagera, con lo que el número de caso activo ascendió a 16.
El 5 de abril se notificaron dos nuevos casos en Zanzíbar.
El 6 de abril se notificaron otros dos nuevos casos en Dar es-Salaam y Mwanza, con lo que el total acumulado ascendió a 24.
El 7 de abril se recuperaron dos casos más, con lo que el total de recuperaciones ascendió a cinco.
El 8 de abril, se grabó un nuevo caso. El presidente John Magufuli instó a los fieles a ir a orar en iglesias y mezquitas con la creencia de que los protegerá. Dijo que el coronavirus es un diablo, por lo tanto "no puede sobrevivir en el cuerpo de Jesucristo, arderá".
El 10 de abril, se anunció que había cinco nuevos casos en el continente, dos nuevos casos en Zanzíbar y dos muertes en el continente, con lo que el recuento acumulado de casos ascendió a 32, y las muertes acumuladas a tres.
El 12 de abril, todos los vuelos internacionales de pasajeros fueron suspendidos.
El 13 de abril se anunció que había 14 nuevos casos en el continente y tres nuevos casos en Zanzíbar. Además, se anunciaron dos recuperaciones en Zanzíbar.
El 14 de abril, el Primer Ministro anunció cuatro casos más en Dar es-Salaam, con lo que el total acumulado ascendió a 53 casos.
El 15 de abril, el ministro de salud de Zanzíbar, Hamad Rashid Mohammed, informó de seis casos más, dos recuperaciones y su primera muerte. El mismo día, se registraron 29 nuevos casos en el continente. Esto llevó el total acumulado de Tanzania a 88, con recuperaciones acumuladas de 11 y muertes acumuladas de cuatro.
El 16 de abril, seis personas dieron positivo en Zanzíbar, con lo que el total ascendió a 94.
El 17 de abril, 53 personas dieron positivo, 38 en Dar es-Salaam, 10 en Zanzíbar, 1 en Mwanza, 1 en Pwani, 1 en Lindi y 1 en Kagera, con lo que el total asciende a 147 y la muerte acumulada de 5 personas.
El 19 de abril se registraron 23 nuevos casos en Zanzíbar, donde murieron dos personas.
El 20 de abril, otras 87 personas fueron infectadas con el virus, 16 de ellas de Zanzíbar. Además, se registraron 3 nuevas muertes en el continente, con lo que las muertes acumuladas en Tanzania ascendieron a 10.
El 22 de abril, el Primer Ministro anuncia que el recuento de casos había aumentado a 284, con 11 recuperados y el número de muertos en 10.
El 24 de abril, 37 pacientes más se habían recuperado, mientras que 15 más estaban infectados con la enfermedad en Zanzíbar.
El 28 de abril, 7 pacientes de Zanzíbar dieron positivo.
El 29 de abril, 196 más personas fueron infectadas, con lo que el total ascendió a 480, donde 167 se habían recuperado y 16 murieron.

### Mayo 2020
El 2 de mayo, el líder de la oposición Freeman Mbowe pidió la suspensión del Parlamento por lo menos tres semanas después de la muerte de tres diputados(Gertrude Rwakatare, Richard Ndassa y Augustine Mahiga) de causas desconocidas en los once días anteriores. Culpó de la muerte a COVID-19 y pidió pruebas para todos los diputados, el personal del parlamento y los miembros de la familia.
El 4 de mayo, el presidente John Magufuli suspendió el jefe de las pruebas en el laboratorio nacional de salud de Tanzania después de que el laboratorio supuestamente devolviera resultados falsos positivos. Magufuli dijo que había presentado deliberadamente muestras biológicas de una papaya, una codorniz y una cabra para probar la exactitud del laboratorio; el laboratorio diagnosticó estas muestras como positivas para el coronavirus.
El 7 de mayo se anunció que para Zanzíbar, el total acumulado de casos registrados era de 134, el número acumulado de recuperaciones era de 16 y el número acumulado de muertes registradas era de 5. De los casos activos, 41 se encontraban en los centros de salud y 72 fueron atendidos y de seguimiento en el hogar.
La embajada de Estados Unidos en Tanzania emitió una advertencia el 13 de mayo de que el riesgo de contraer COVID-19 en Dar es-Salaam era extremadamente alto. A su juicio, los casos estaban creciendo a un ritmo exponencial en Dar es-Salaam y otros lugares y esperaba que la capacidad hospitalaria fuera insuficiente.
Las autoridades tanzanas dejaron de informar sobre el número de casos en mayo.  Cuando se detuvo el informe, el número de casos confirmados se situó en 509, el número de pacientes recuperados fue de 183 y 21 pacientes muertos.
Varios camioneros dieron positivo en la frontera con Kenia, y Kenia cerró la frontera por no carga. Los dos países acordaron suministrar pruebas e instalaciones para los camioneros.[cita requerida]
El 21 de mayo, el presidente anunció que las universidades reabrirán y formarán seis estudiantes de secundaria regresarán a la escuela a partir del 1 de junio, los deportes se reanudarán a partir del 1 de junio y que los vuelos internacionales se reanudarán, sin cuarentena alguna, a partir del 27 de mayo.
Activistas de la oposición acusaron al gobierno de encubrir la verdadera escala de la pandemia, alegando que, si bien las estadísticas oficiales permanecieron atascadas en 509 casos y 21 muertes, sin que se hayan reportado resultados de pruebas desde el 4 de mayo, al menos 412 han muerto solo en Dar es-Salaam, y que entre 16.000 y 20.000 personas han sido infectadas en todo el país.
La falta de datos oficiales sobre pruebas, recuperaciones, casos activos y muertes ha generado un interés de epidemiólogos y modeladores para estimar el verdadero alcance de la infección POR de COVID-19 en Tanzania. Pearson y otros estiman que Tanzania alcanzó los 1000 pacientes infectados en algún momento entre el 6 de abril y el 2 de mayo de 2020, y 10 000 infecciones no antes del 20 de abril y no más tarde del 26 de mayo de 2020. Los resultados de modelización publicados por el Centro MRC para el Análisis Global de Enfermedades Infecciosas en el Imperial College de Londres sugieren que el número real de infecciones en Tanzania entre el 29 de abril y el 26 de mayo de 2020 fue de 24 869. Personas y otros calculan que después de tres meses de no se tomaron medidas atenuantes, Tanzania debería esperar entre 5900 y 19 millones de casos sintomáticos, y hasta 16 000 muertes adicionales debidas a COVID-19.

### Junio 2020
El 8 de junio, el presidente Magufuli declaró que Tanzania estaba libre de coronavirus, lo que atribuyó a las oraciones ofrecidas por sus ciudadanos. Hay informes de que varios centros de pruebas COVID-19 cerraron después del anuncio y que a los pacientes que mostraban síntomas se les han negado las pruebas debido a que Tanzania no tiene virus.
El 16 de junio, el presidente anunció que las escuelas de todos los niveles reabrirían el 29 de junio.

### Agosto 2020
El 6 de agosto, John Nkengasong, de los CDC africanos, expresó su preocupación por la falta de datos de Tanzania y el impacto perjudicial en el desarrollo y la aplicación de una estrategia a escala africana.